# كاميرون هينينج
كاميرون هينينج هو سباح كندي، ولد في 24 نوفمبر 1960 في إدمونتون في كندا.

## وصلات خارجية
- كاميرون هينينج على موقع الاتحاد الدولي للسباحة (الإنجليزية)
- كاميرون هينينج على موقع أوليمبيديا (الإنجليزية)
- كاميرون هينينج على موقع اتحاد ألعاب الكومنولث (مؤرشف) (الإنجليزية)